# ガンビアの国章
ガンビアの国章（ガンビアのこくしょう）は1964年11月18日から用いられている。
斧と鍬を持った2頭のライオンが、斧と鍬を描いた盾を共に支える構図が描かれている。盾の上にはアブラヤシが上部に付いた騎士の紋兜が描かれ、盾の下には国家標語の「進歩、平和、繁栄」(Progress, Peace, Prosperity)が記されている。
2頭のライオンはイギリス帝国時代のガンビア植民地史を象徴する。交叉した斧と鍬はガンビアで重要な農業を象徴するほか、ガンビアの主要民族であるマンディンカ族とフラニ族を象徴するとされている。紋兜の羽飾り上部のヤシの木は重要な国樹でもある。

イギリス領時の紋章（1870年-1888年）
イギリス領時の紋章（1889年-1965年）